# 中清 (台東区)
中清（なかせい）は、東京都台東区浅草一丁目にある天ぷら屋。

## 概要
中清は、幕末の頃、駿河出身の初代・中川鉄蔵が広小路通りに屋台を出し、1870年（明治3年）に、浅草公会堂前に天ぷら屋の店を構えたのが始まり。店名の由来は、初代・中川鉄蔵が息子中川清五郎（後の二代目）の「中」と「清」をとり中清とした。現在、初代から受け継がれてきた、江戸前の魚介類を使った江戸前天麩羅を、六代目・中川敬規が継承している。

## 営業情報
- 定休日 - 火曜日、第2・第4月曜日
- 営業時間 - 平日 午前11時30分 - 午後2時、午後5時 - 午後10時、土・日曜・祝日 午前11時30分 - 午後8時
- 駐車場 - 無し

## 交通アクセス
- 鉄道
  - 東武伊勢崎線（東武スカイツリーライン） - 浅草駅より徒歩7分
  - 都営地下鉄浅草線 - 浅草駅より徒歩10分
  - 東京メトロ銀座線 - 浅草駅より徒歩10分
  - 首都圏新都市鉄道つくばエクスプレス - 新御徒町駅より徒歩15分

## ギャラリー

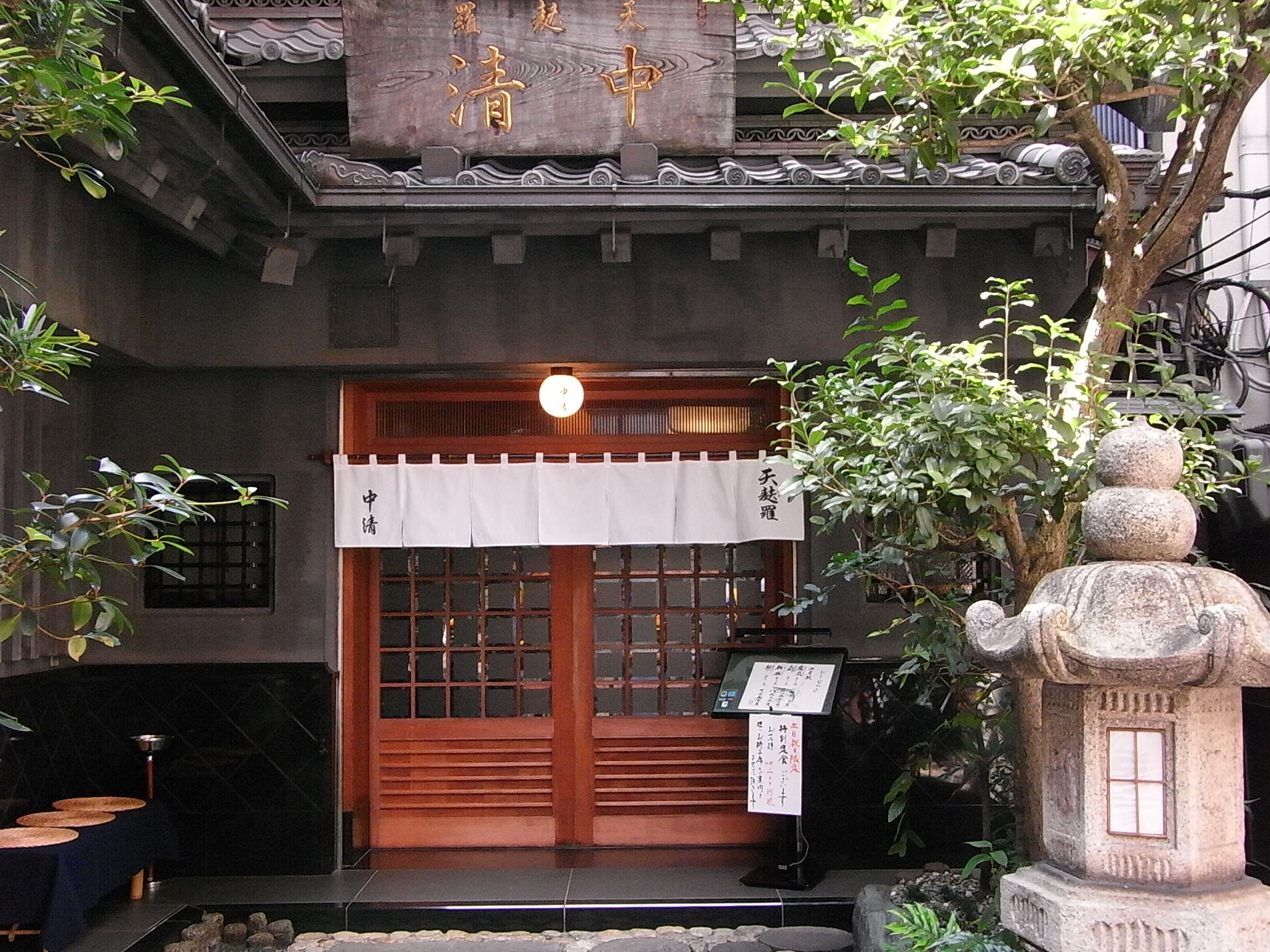
中清入口（2009年9月5日撮影）